# Porosalmijärvet
Porosalmijärvet är varandra näraliggande sjöar i Gällivare kommun i Lappland som ingår i Kalixälvens huvudavrinningsområde.
- Porosalmijärvet (Gällivare socken, Lappland, 748823-174266), sjö i Gällivare kommun, 67°23′22″N 21°27′54″Ö / 67.3894°N 21.4649°Ö
- Porosalmijärvet (Gällivare socken, Lappland, 748836-174251), sjö i Gällivare kommun, 67°23′27″N 21°27′42″Ö / 67.3907°N 21.4617°Ö